# Prêmio Richard Lounsbery
O Prêmio Richard Lounsbery (em inglês:  Richard Lounsbery Award, em francês:  Prix Richard Lounsbery) é um prêmio de biologia e medicina concedido desde 1979 pela Academia Nacional de Ciências dos Estados Unidos e pela Académie des Sciences da França.
O prêmio visa incentivar o intercâmbio científico entre a França e os Estados Unidos. É concedido alternadamente a jovens cientistas franceses e estadunidenses em reconhecimento a conquistas científicas de destaque. Adicionalmente ao prêmio em dinheiro de 50 mil dólares dos Estados Unidos (situação em 2013) é oferecido ao ganhador uma soma em dinheiro para custear sua permanência durante um período de pesquisas no outro país. O ganhador deve também apresentar uma palestra no país parceiro.
O prêmio foi instituído depois de uma doação de Vera Lounsbery em memória de seu falecido marido Richard Lounsbery.

## Laureados[1]
- 1979 Michael Stuart Brown, Joseph Goldstein
- 1980 François Morel
- 1981 Philip Leder
- 1982 Pierre Chambon, Jean-Pierre Changeux
- 1983 Günter Blobel
- 1984 Maxime Schwartz
- 1985 Martin Gellert, Tom Maniatis
- 1986 André Capron, Jacques Glowinski
- 1987 Alfred Gilman, Martin Rodbell
- 1988 François Cuzin
- 1989 Richard Axel
- 1990 Jean Rosa
- 1991 Harold Weintraub
- 1991 Marc Kirschner
- 1992 Philippe Ascher, Henri Korn
- 1993 Stanley Prusiner, Bert Vogelstein
- 1994 Jean-Louis Mandel
- 1995 Douglas Melton
- 1996 Daniel Louvard, Jacques Pouysségur
- 1997 James Rothman
- 1998 Pascale Cossart
- 1999 Elliot Meyerowitz
- 2000 Miroslav Radman
- 2001 Elaine Fuchs
- 2002 Denis Le Bihan
- 2003 Carol Greider
- 2004 Brigitte Kieffer
- 2005 John Kuriyan
- 2006 Catherine Dulac
- 2007 Xiaodong Wang
- 2008 Jean-Laurent Casanova
- 2009 Cornelia Bargmann
- 2010 Gérard Karsenty
- 2011 Bonnie Bassler
- 2012 Olivier Pourquié
- 2013 Karl Deisseroth
- 2014 Frédéric Saudou
- 2015 Hopi Hoekstra
- 2016 Bruno Klaholz
- 2017 Pardis Christine Sabeti